# Georgi Todorow (Gewichtheber)

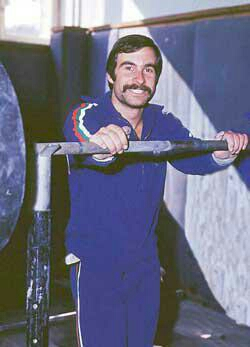
Georgi Todorow

Georgi Todorow (bulgarisch Георги Тодоров, englisch Transkription Georgi Todorov; * 4. Dezember 1952 in Belogradez) ist ein ehemaliger bulgarischer Gewichtheber. Er gewann bei den Olympischen Spielen 1976 eine Silbermedaille und war 1974 und 1975 Weltmeister, jeweils im Federgewicht.

## Werdegang
Die Herkunft von Georgi Todorow, dessen Geburtstag nach einer anderen Quelle schon am 4. Dezember 1951 gewesen sein soll, ist nicht bekannt. Er begann jedenfalls um 1970 mit dem Gewichtheben und entwickelte sich unter dem seit 1969 amtierenden bulgarischen Nationaltrainer Iwan Abadschiew binnen weniger Jahre zu einem Weltklassemann. Mit seiner geringen Körpergröße von 1,54 Metern und den damit verbundenen günstigen Hebelverhältnissen war er für das Gewichtheben im Bantam- bzw. Federgewicht prädestiniert.
Auf der internationalen Gewichtheberbühne erschien er erstmals 1971, als er beim Donau-Pokal-Turnier der Junioren in Wien im Federgewicht mit 337,5 kg im olympischen Dreikampf vor dem Rumänen Kovacsi, 330 kg, siegte.
1972 erschien er schon bei der Europameisterschaft der Senioren in Constanța. Er startete dort im Bantamgewicht und erzielte im olympischen Dreikampf 355 kg (115-102,5-137,5), mit denen er hinter Rafael Belenkow aus der UdSSR, der 360 kg erzielte, den zweiten Platz belegte. Auch bei den Olympischen Spielen 1972 in München startete er im Bantamgewicht und erzielte dort 350 kg (110-100-140), die aber nur zum achten Platz reichten, weil dort die Leistungen der Heber bedeutend besser waren als bei der Europameisterschaft in Constanța.
Im Jahre 1973 wurde das Drücken des olympischen Dreikampfes abgeschafft. Die Wettkämpfe bestehen seit dieser Zeit nur mehr aus einem Zweikampf, bestehend aus dem Reißen und dem Stoßen. Was zunächst als eine Benachteiligung für Todorow aussah, der im Drücken sehr stark, im Reißen aber relativ schwache Leistungen zeigte, änderte sich sehr bald, denn er erzielte gerade im Reißen sehr bald hervorragende Leistungen und schaffte 1975 in dieser Disziplin mit 128 kg und 130 kg sogar neue Weltrekorde.
1973 startete er nach wie vor im Bantamgewicht. Bei der Europameisterschaft in Madrid kam er mit 252,5 kg (115–147,5) im Zweikampf hinter seinem Landsmann Atanas Kirow, der auf 255 kg kam, auf den zweiten Platz. Denselben Platz belegte er auch bei der Weltmeisterschaft 1973 in Havanna, wo er sich auf 255 kg (112,5–142,5) steigerte, aber wieder von Atanas Kirow mit 257,5 kg knapp geschlagen wurde.
1974 wechselte Georgi Todorow in das Federgewicht. Dieser Wechsel machte sich sofort bezahlt, denn er wurde in Verona in dieser Gewichtsklasse mit 272,5 kg (120–152,5) Europameister vor Dito Schanidse aus der UdSSR, der ebenfalls 272,5 kg erzielte, aber etwas schwerer war als er. Bei der Weltmeisterschaft 1974 in Manila steigerte sich Georgi Todorow auf die neue Weltrekordlast von 280 kg (125–155) im Zweikampf und siegte damit vor Nikolai Kolesnikow aus der UdSSR, der 277,5 kg erreichte. Bei beiden Meisterschaften verwies er den Olympiasieger von 1972 im Federgewicht, seinen Landsmann Norair Nurikjan, auf den 3. Platz.
1975 fand die Welt- und Europameisterschaft in Moskau statt. Todorow erreichte dort im Federgewicht 285 kg (125–160) und siegte damit unangefochten vor Kolesnikow, der wiederum auf 277,5 kg kam. Bei der Europameisterschaft 1976 in Berlin (Ost) war er nicht mehr in einer so guter Form. Er erzielte zwar mit 277,5 kg (125–162,5) im Zweikampf immer noch ein Weltklasseresultat, doch reichte dieses nur zum dritten Platz hinter Kolesnikow, 282,5 kg und seinem Landsmann Todor Todorow, 280 kg. Bei den Olympischen Spielen 1976 in Montreal erzielte er im Zweikampf 280 kg (122,5–157,5) und gewann damit hinter Kolesnikow, 285 kg (125–160), die Silbermedaille.
1977 musste Georgi Todorow aus mannschaftstaktischen Gründen auf Anordnung von Iwan Abadschiew bei der Welt- und Europameisterschaft in Stuttgart in das Bantamgewicht abtrainieren. Unter großen Torturen schaffte er dies auch und erzielte mit 247,5 kg (110–137,5) immer noch eine so gute Leistung, dass er damit in der Weltmeisterschaftswertung hinter dem Japaner Jiro Hosotani, 252,5 kg (107,5–145), auf den zweiten Platz und in der Europameisterschaftswertung sogar den ersten Platz belegte.
1978 fehlte Georgi Todorow bei den internationalen Meisterschaften. Er startete aber 1979 bei der V. National-Spartakiade in Sofia und belegte dort im Federgewicht mit 272,5 kg den zweiten Platz hinter Manolow, der auf 280 kg kam. Er erhielt aber sowohl bei der Europameisterschaft dieses Jahres in Warna, als auch bei der Weltmeisterschaft 1978 in Saloniki den Vorzug vor Manolow. In Warna belegte er im Federgewicht mit 272,5 kg (125–147,5) hinter Kolesnikow, der ihn allerdings mit 292,5 kg (127,5–165) regelrecht deklassierte, den zweiten Platz und auch in Saloniki wurde Georgi Todorow Zweiter hinter dem Polen Marek Seweryn, 282,5 kg. Kolesnikow hatte dort drei Fehlversuche im Stoßen.
Eigenartigerweise beendete Georgi Todorow nach diesen Wettkämpfen, also ein Jahr vor den Olympischen Spielen in Moskau, seine Karriere. Über seinen weiteren Lebensweg ist nichts bekannt.

## Internationale Erfolge
| Jahr | Platz  | Wettbewerb                             | Gewichtsklasse | |
| 1971 | 1.     | Donau-Pokal-Turnier (Junioren) in Wien | Feder          | mit 337,5 kg, vor Kovacsi, Rumänien, 330 kg |
| 1971 | 1.     | Intern. Turnier in Sliwen              | Feder          | mit 337,5 kg, vor Pi Jun Tschen, Nordkorea, 332,5 kg                                                                                            |
| 1972 | 4.     | Donau-Pokal-Turnier in Budapest        | Feder          | 350 kg (105–107,5–137,5), hinter János Benedek, Ungarn, 372,5 kg, Kurt Pittner, Österreich, 372,5 kg u. Karel Prohl, Tschechoslowakei, 352,5 kg |
| 1972 | 2.     | EM in Constanța                        | Bantam         | mit 355 kg (115-102,5-137,5), hinter Rafael Belenkow, UdSSR, 360 kg, vor Korcz, Polen, 352,5 kg                                                 |
| 1972 | 8.     | OS in München                          | Bantam         | mit 350 kg (110-100-140); Sieger: Imre Földi, Ungarn, 377,5 kg, vor Mohammad Nassiri, Iran, 370 kg u. Gennadi Tschetin, UdSSR, 367,5 kg         |
| 1973 | 2.     | Intern. Turnier in Havanna             | Feder          | mit 235 kg (105–130), hinter Torosjan, UdSSR, 237,5 kg                                                                                          |
| 1973 | 4.     | Turnier der Freundschaft in Taschkent  | Feder          | mit 250 kg, hinter Golubzow, UdSSR, 267,5 kg, Yoshiyuki Miyake, Japan, 250 kg u. Kurt Pittner, 250 kg                                           |
| 1973 | 1.     | Donau-Pokal-Turnier in Havířov         | Feder          | mit 262,5 kg (115–147,5), vor Kurt Pittner, 257,5 kg                                                                                            |
| 1973 | 2.     | EM in Madrid                           | Bantam         | mit 252,5 kg (110–142,5), hinter Atanas Kirow, Bulgarien, 255 kg, vor Karel Prohl, 250 kg                                                       |
| 1973 | 2.     | WM in Havanna                          | Bantam         | mit 255 kg (112,5–142,5), hinter Atanas Kirow, 257,5 kg, vor K. Miki, Japan, 252,5 kg                                                           |
| 1974 | 1.     | Donau-Pokal-Turnier in Braunau         | Feder          | mit 175 kg (120–155), vor János Benedek, 267,5 kg                                                                                               |
| 1974 | 1.     | EM in Verona                           | Feder          | mit 272,5 kg (120–152,5), vor Dito Schanidse, UdSSR, 272,5 kg (120–152,5) u. Norair Nurikjan, Bulgarien, 265 kg (115–150)                       |
| 1974 | 1.     | WM in Manila                           | Feder          | mit 280 kg (125–155), vor Nikolai Kolesnikow, UdSSR, 277,5 kg u. Norair Nurikjan, 277,5 kg                                                      |
| 1975 | 1.     | WM + EM (1.) in Moskau                 | Feder          | mit 285 kg (125–160), vor Nikolai Kolesnikow, 277,5 kg u. Antoni Pawlak, Polen, 275 kg                                                          |
| 1976 | 3.     | EM in Berlin (Ost)                     | Feder          | mit 277,5 kg (125–152,5), hinter Nikolai Kolesnikow, 282,5 kg u. Todor Todorow, Bulgarien, 280 kg                                               |
| 1976 | Silber | OS in Montreal                         | Feder          | mit 280 kg (122,5–157,5), hinter Nikolai Kolesnikow, 285 kg, vor Kazumasa Hirai, Japan, 275 kg                                                  |
| 1977 | 2.     | WM + EM (1.) in Stuttgart              | Bantam         | mit 247,5 kg (110–137,5), hinter Jiro Hosotani, Japan, 252,5 kg (107,5–145), vor Chen Manlin (Tschen Man-Lin), China, 245 kg                    |
| 1979 | 2.     | EM in Warna                            | Feder          | mit 272,5 kg (125–147,5), hinter Nikolai Kolesnikow, 292,5 kg (127,5–165), vor M. Grigoras, Rumänien, 270 kg                                    |
| 1979 | 2.     | WM in Saloniki                         | Feder          | mit 275 kg (120–155), hinter Marek Seweryn, Polen, 282,5 kg (127,5–155), vor Setsuya Goto, Japan, 270 kg                                        |

## WM + EM – Einzelmedaillen
- WM-Goldmedaillen: 1974/Reißen/Feder – 1975/Stoßen/Feder
- WM-Silbermedaillen: 1973/Reißen/Bantam – 1973/Stoßen/Bantam – 1974/Stoßen/Feder – 1975/Reißen/Feder – 1976/Stoßen/Feder – 1977/Reißen/Bantam
- WM-Bronzemedaillen: 1976/Reißen/Feder
- EM-Goldmedaillen: 1974/Reißen/Feder – 1974/Stoßen/Feder – 1975/Stoßen/Feder – 1977/Reißen/Bantam
- EM-Silbermedaillen: 1973/Reißen/Bantam – 1973/Stoßen/Bantam – 1975/Reißen/Feder – 1976/Reißen/Feder – 1977/Stoßen/Bantam – 1979/Stoßen/Feder

## Weltrekorde
| Datum   | Ort    | Disziplin | Gewichtskl. | Leistung |
| 23.9.74 | Manila | Zweikampf | Feder       | 280 kg   |
| 17.9.75 | Moskau | Zweikampf | Feder       | 285 kg   |
| 3.10.75 | Warna  | Reißen    | Feder       | 128 kg   |
| 25.5.75 | Sofia  | Reißen    | Feder       | 130 kg   |
| 25.5.76 | Sofia  | Zweikampf | Feder       | 287,5 kg |